# Карлеманниевые
Карлеманниевые (лат. Carlemanniaceae) — семейство цветковых растений порядка Ясноткоцветные (Lamiales). Содержит два рода и пять видов.

## Ботаническое описание
Представители семейства — многолетние цветущие травы и полукустарники. 

## Ареал
Карлеманниевые встречаются в тропиках Южной и Юго-Восточной Азии.

## Систематическое положение
Старые системы классификации цветковых растений относили два рода семейства к жимолостным (Caprifoliaceae) или мареновым (Rubiaceae). Система APG II (2003) относит его в порядок ясноткоцветные (Lamiales), так как карлеманниевым наиболее близки семейства жимолостные (Caprifoliaceae) и маслиновые (Oleaceae).

## Таксономия
По информации базы данных The Plant List (на июль 2016) семейство включает 2 рода и 5 видов:
- Carlemannia — Карлеманния
  - Carlemannia congesta 
  - Carlemannia griffithii 
  - Carlemannia tetragona (синоним: Carlemannia henryi, Carlemannia sumatrana)
- Silvianthus (синоним: Quiducia)
  - Silvianthus bracteatus 
  - Silvianthus tonkinensis